# Alexander Wladimirowitsch Isossimow
Alexander Wladimirowitsch Isossimow (Александр Владимирович Изосимов; * 17. November 1939 in Krasnodar; † 30. Oktober 1997 in Krasnodar) war ein sowjetischer Boxer. Er war Europameister der Amateure 1965 im Schwergewicht.

## Biographie
Alexander Isosimow wuchs in Krasnodar auf und begann dort als Jugendlicher bei „Trud Rezervy“ (Arbeiterreserven) Krasnodar mit dem Boxen. Sein Trainer war A. Lawrow. Bereits mit 20 Jahren startete er 1959 bei der sowjetischen Meisterschaft. Dort schaffte er eine Überraschung, denn er nutzte das Fehlen des damals die sowjetische Schwergewichtsklasse beherrschenden Andrei Wassiljewitsch Abramow aus und wurde mit einem Punktsieg über den Letten Jānis Lancers sowjetischer Meister im Schwergewicht.
Auch 1960 startete Alexander Isosimow bei der sowjetischen Meisterschaft. Er konnte seinen Meistertitel aber nicht verteidigen und schied bereits im Viertelfinale durch eine Punktniederlage gegen Jānis Lancers aus. Er kam damit gemeinsam mit drei anderen Boxern auf den 5. Rang. 
In den Jahren 1961 und 1962 gelang es Alexander Isosimow nicht sich für die sowjetischen Meisterschaften zu qualifizieren. Er kam auch bei internationalen Veranstaltungen nicht zum Einsatz. 1963 war er aber bei der sowjetischen Meisterschaft wieder am Start und erreichte das Finale, in dem er gegen Andrei Abramow knapp nach Punkten verlor.
1964 gelang ihm bei der sowjetischen Meisterschaft im Finale sogar ein Sieg über Abramow, womit er zum zweiten Mal sowjetischer Meister im Schwergewicht wurde. Zum Einsatz bei den Olympischen Spielen dieses Jahres in Tokio kam aber nicht er, sondern Wadim Michailowitsch Jemeljanow. 1965 wurde Alexander Isosimow erneut sowjetischer Meister im Schwergewicht. Er besiegte dabei im Halbfinale Wadim Michailowitsch Jemeljanow und im Finale den Litauer Ionas Tschepulis nach Punkten. Damit konnte er bei der Europameisterschaft in Ost-Berlin nicht noch einmal übergangen werden. In Ost-Berlin wurde er mit drei kurzrundigen Siegen in überlegenem Stil Europameister. Er besiegte Rudolf Meier aus der Schweiz in der 1. Runde durch techn. KO und schlug im Halbfinale Dusan Rybansky aus der CSSR in der 1. Runde KO. Im Endkampf besiegte er den Bulgaren Kiril Pandow durch techn. KO in der 2. Runde.
1966 fehlte Alexander Isosimow bei der sowjetischen Meisterschaft. Internationale Meisterschaften fanden in diesem Jahr nicht statt.
Im Frühjahr 1967 wurde er dann bei der Europameisterschaft in Rom im Schwergewicht eingesetzt. Er konnte diesmal aber die hohen Erwartungen nicht erfüllen. Er siegte zwar in seinem ersten Kampf über den Tschechoslowaken Frantisek Polacek nach Punkten, unterlag aber schon im Viertelfinale gegen den Engländer Peter Boddington nach Punkten und schied ohne Medaillengewinn aus. Zwei Monate später bewies er aber bei der sowjetischen Meisterschaft, dass er der beste sowjetische Boxer jener Jahre war. Er gewann nämlich zum vierten Mal nach 1959, 1964 und 1965 den sowjetischen Meistertitel. Im Finale besiegte er dabei Nikolai Sucharjew. Im gleichen Jahr gewann er, der zwischenzeitlich der Sowjetarmee angehörte, in Budapest mit einem Sieg im Endkampf über den Bulgaren Petar Petrow die Meisterschaft der Armeen der Staaten des Warschauer Paktes (SKDA-Meisterschaft) im Schwergewicht.
Im Jahre 1968 war Alexander Isosimow verletzt und verpasste damit einen möglichen Start bei den Olympischen Spielen in Mexiko-Stadt. 1969 startete er noch einmal bei der sowjetischen Meisterschaft. Er siegte dabei im Viertelfinale über Gennadi Schimansky, unterlag aber im Halbfinale gegen Waleri Somow und erreichte damit einen 3. Platz.
Danach erklärte er seinen Rücktritt. Er hatte 200 Kämpfe bestritten, von denen er 180 gewonnen hatte.

## UdSSR-Meisterschaften mit Alexander Isossimow
- 1959: 1. Alexander Isossimow, 2. Jānis Lancers, 3. Abdusalam Nurmachanow,
- 1960: 1. Andrei Abramow, 2. Jānis Lancers, 3. Lew Muchin u. W. Grischin, 5. Alexander Isossimow,
- 1963: 1. Andrei Abramow, 2. Alexander Isossimow, 3. Jānis Lancers u. A. Baranow,
- 1964: 1. Alexander Isossimow, 2. Andrei Abramow, 3. W. Orijenko u. Nikolai Sucharjew,
- 1965: 1. Alexander Isossimow, 2. Ionas Tschepulis, 3. W. Tschuganow u. Wadim Michailowitsch Jemeljanow,
- 1967: 1. Alexander Isossimow, 2. Nikolai Sucharjew, 3. Alexander Wasjuschkin u. Ionas Tschepulis,
- 1969: 1. Alexander Wasjuschkin, 2. Waleri Somow, 3. Alexander Isossimow u. A. Turkin

## Weblink
- Kurzporträt von Alexander Isosimow in russischer Sprache

| Personendaten    | Personendaten                               |
| ---------------- | ------------------------------------------- |
| NAME             | Isossimow, Alexander Wladimirowitsch        |
| ALTERNATIVNAMEN  | Изосимов, Александр Владимирович (russisch) |
| KURZBESCHREIBUNG | sowjetischer Boxer                          |
| GEBURTSDATUM     | 17. November 1939                           |
| GEBURTSORT       | Krasnodar                                   |
| STERBEDATUM      | 30. Oktober 1997                            |
| STERBEORT        | Krasnodar                                   |